# P・O・P
『P・O・P』（ピー・オー・ピー）は、日本のロックバンドであるTHE MAD CAPSULE MARKET'Sの2枚目のオリジナル・アルバム。
1991年11月21日にビクター音楽産業のInvitationレーベルからリリースされた。ギター担当であった室姫深の脱退後に新たなメンバーとしてISHIG∀KIが加入した後のメジャー・デビュー盤であり、作詞および作曲はKYONO、CRA￥（上田剛士）が担当し、プロデュースはTHE MAD CAPSULE MARKET'S名義となっている。
インディーズレーベルからリリースされた前作『HUMANITY』（1990年）からおよそ1年後にリリースされた作品であり、前作の時点でメジャーレーベルからのオファーはあったものの、結成直後であったことやバンドブームに便乗する形を避けるために1年遅らせた上でのリリースとなった。本作はメジャーレーベルからのリリースであることを意識し、逆にメジャーらしからぬ激しい攻撃性を備えた音楽性を目指して制作が行われた。『HUMANITY』収録曲も一部新たにレコーディングされて収録されているが、規制によりタイトルや歌詞に一部修正が加えられている。
レコード会社からの提案により本作からは「ギチ」「あやつり人形」「カラクリの底 」の3曲が先行シングルとしてリリースされており、シングル3枚同時リリースによるメジャー・デビューとなった。本作はオリコンアルバムチャートにおいて最高位第100位となった。

## 背景
前作『HUMANITY』（1990年）リリース後の1991年1月にギター担当の室姫深が脱退、その後室姫は元ZI:KILL所属のyukihiroと共にOPTIC NERVEを結成、さらにその後元D'ERLANGER所属のkyoによるソロ・プロジェクトとして始動していたDIE IN CRIESに参加することになる。室姫の脱退についてKYONOは、「SHIN（室姫）の表現の出し方とオレたちがズレちゃったんだと思う。おたがいに違うバンドでやったほうが、おたがいのためじゃないかって」と述べている。また脱退した室姫の代わりに当時ローディーをしていたISHIG∀KIが新たなギタリストとして1991年4月に加入する。ISHIG∀KIはKYONOおよび室姫の高校生時代の後輩であり、同時期にイギリスのロックバンドであるカルチャー・クラブやカジャグーグーが流行したことからビルボードのヒットチャートに登場するミュージシャンを愛聴するようになり、その中でもイギリスの音楽ユニットであるアーケイディアやロックバンドであるパワー・ステーションを好んでいたと述べている。ISHIG∀KIは当時所属していたバンドが解散し、音楽活動を辞める意向であったものの上田からの勧誘を受けて承諾することになった。THE MAD CAPSULE MARKET'Sは8月21日にシングル「ギチ」「あやつり人形」「カラクリの底」のシングル3作品およびミュージック・ビデオ『ギチ・あやつり人形・カラクリの底』を同時リリースという形でメジャー・デビューし、本作リリース前となる同年9月9日より全国16か所を巡るコンサートツアー「P・O・P TOUR」を開始した。

## 録音、音楽性と歌詞
レコーディングは東京都中野区にあるサウンドスカイスタジオにて行われた。上田剛士はレコーディング前日にガラスの瓶が割れたことにより指を負傷しており、左手の人差し指以外の3本指だけで演奏している。押さえなければいけない状況では無理矢理人差し指で押さえたものの握力もなく、「だから素で聴くと、プレイ的には酷いんですよね（笑）。ミスタッチも山盛りあるし。でもそれはそれで、その時のいい感じになってるというか。そんなでも根性と勢いで行けちゃってる。そういうパワーがありますね」、「ミスだらけだけど、でもそれがまたいい感じになってるから。すげえ歯くいしばって頑張ってる」と述べている。KYONOは本作のレコーディングに関して、エンジニアと話した記憶はあるものの歌入れをした記憶が全くないと述べている。ドラムスのMOTOKATSU（宮上元克）は、当時神奈川県横浜市に居住していたため通うのが大変だったと述べた他、ディレクターが本作のためにドラムチューナーの担当者を起用したものの、音に不満を持った宮上が改善を要求すると、ドラムチューナーの担当者は出会って10分程度にも拘わらず怒って帰ってしまったという。
メジャー・デビュー後初のアルバム制作となった本作であるが、上田は「何かが劇的に凄く変わったって感じはなかった」と述べたものの、意識していたこととしてメジャーであるからこそより激しいもの、メジャーらしくないものを目指して制作を行ったと述べている。当時はバンドブームであったことから、時代性に対する反発心も強く影響しておりKYONOは「当時のメジャーにあんまなかった激しいものを出したいっていうのは、意識してた」と述べている。歌詞については様々な制約があり、日本語で表現してはいけない言葉があったことから一部に自主規制音を入れなければならない事態となったが、これについてKYONOは「音としてその部分が『ピー』になっちゃうのがもったいないというか、言葉のリズムもあるし、そこがサビだった曲もあったから、単純に言葉があったほうがカッコいいなって思ってたんだけど。でもまぁ『ピー』って入れなきゃいけないから。だから逆に遊んじゃったりもしたよね。消す部分を『ピー』じゃなくて『しゅぱぱぱぱー』とか変な音入れて遊んじゃったりして」と述べている。

## 楽曲
1. 「HUMAN PROTEST」
本曲の語り部分は後に8枚目のアルバム『OSC-DIS』（1999年）収録曲である「RESTART!」に使用されている。
2. 「3秒間の・・」
アルバム『HUMANITY』収録曲の再録音バージョン。本作ではタイトルおよび歌詞に規制がかかっている。元のタイトルは「三秒間の自殺」で、修正音部分は「飛び降りるのサ」と歌われている。
3. 「ギチ」
先行シングルとしてリリースされた。全編を通して「ギチ」「シド」「ジョニー」などの単語のみで歌詞が構成されており、歌詞カードには歌詞が記載されていない。「ギチ」とはキチガイの略語である「キチ」が規制対象になるため、濁音をつけて「ギチ」となっている。
4. 「MAD中毒」
修正音部分は「精神異常者」と歌われている。
5. 「ハリネズミと××」
本作の中で最も多く修正音が入っている楽曲。「ハリネズミと××」の××の部分はポリ（＝警察）と歌われている。また、「いつもの様に×××××」の部分はそれぞれ「住所と名前」「犯人扱い」、最後の「YES FUCKIN' ××××××」の部分は「POLICE」と歌われている。
6. 「あやつり人形」
先行シングルとしてリリースされた。アルバム『HUMANITY』収録曲の再録音バージョンであるが、同作収録バージョンやシングル・バージョンとは異なり、間奏部分に別の曲におけるシャウトが挿入されている。
7. 「LIFE GAME」
アルバム『HUMANITY』収録曲の再録音バージョンであるが、歌詞が規制されており「・・・・・・・・・・・・俺は　いつでもまっているのさ」の部分は「お前の頭が狂っていくのを」と歌われている。
8. 「カラクリの底」
先行シングルとしてリリースされた。
9. 「YOURSELF LOOK!!」
10. 「people is DESTROY OF MIND」
歌詞の4番の規制部分「××××××」は「自閉症の変態」と歌われている。
11. 「WHITE LOW CHILD」

## リリース、アートワーク、ツアー
本作は1991年11月21日にビクター音楽産業のInvitationレーベルからCDにてリリースされた。1990年の時点ですでにTHE MAD CAPSULE MARKET'Sはビクター音楽産業との間で話が進んでおりすぐにでもメジャー・デビューできる状態にあったものの、上田によれば結成直後であったことやレコード会社の担当者への不信感、当時はバンドブームであり様々なバンドが次々にデビューしていたことに便乗したくないという意向などが影響し、「ホントに俺らの事気に入ってんだったら、1年ぐらい待てよと」という考えからデビューを1年遅らせた経緯があるという。
本作からは同年8月21日に「ギチ」「あやつり人形」「カラクリの底 」が先行シングルとして3枚同時リリースされた。本作に収録されたシングル曲はすべてシングルとは異なるアルバム・バージョンとなっている。シングル3枚同時リリースについてはレコード会社側から提案されたものであり、選曲はメンバーによって行われた。シングル3枚同時リリースでデビューしたことについて、上田は「色々出し方が出来るからミニ・アルバムとかよりかえっていいなと思った」と述べており、選曲については「売れると思って選んでると思うけど（笑）、周りはこれじゃ売れないなと思ったかもしれない（笑）」と述べている。またシングル曲はすべてミュージック・ビデオが制作されており、その映像はシングルと同時リリースされたミュージック・ビデオ集『ギチ・あやつり人形・カラクリの底』に収録されている。ビデオについてはメンバーは曲ごとのアイデアを出しており、ヘラという人物が監督したものの当初は完成版よりも過激な内容になっており、ISHIG∀KIによれば「度が過ぎてテレビで流せない（笑）」という程度のものであったという。
本作のジャケットは南国の青い空と海にヤシの木が浮かんでいるものとなっており、音楽誌『ロッキンf』の1994年2月号において音楽評論家の大野祥之は「それまでの彼らを知っている人たちにとっては裏切りを予感させるものだったといえる」と述べたが、ジャケットの裏側には「こちらのジャケットはごみ箱にお捨てください。」という注意書きが記載されており、内ジャケットは表紙の南国の海岸が実際にあった死体の写真で覆い尽くされている戦場を描いたものとなっていることを受けて、「このシャレがわかる人ならば、彼らの考え方が少しは理解できるかもしれない」と述べている。また、メンバーの顔写真が載せられている部分の背景は局部にボカシの入った女性の裸体となっている。本作を受けたコンサートツアーは「P・O・P TOUR」と題し、本作リリース前の1991年8月29日の新宿ロフト公演を皮切りに、12月27日の横浜 7th AVENUE公演まで16都市全18公演が実施された。

## 批評、チャート成績
| 専門評論家によるレビュー | 専門評論家によるレビュー |
| レビュー・スコア         | レビュー・スコア         |
| 出典                     | 評価                     |
| ------------------------ | ------------------------ |
| CDジャーナル             | 否定的                   |

本作はオリコンアルバムチャートにおいて最高位第100位の登場週数1回で売り上げ枚数は0.3万枚となった。当時の売り上げに対する戦略について1994年の時点においてKYONOは「一般的なメジャー感て、俺なんかなかったよね、今もないけど。売れ線の曲まずシングルで出してとかいう。策も何もなかったし」と述べ、上田は「俺達の中で一番カッコイイなと思った事をやって、それがメジャーという広い所に出れば、もっと売れるだろうなっていうふうに思ってただけだから。もっと売れる為にやってるわけじゃ全然ないからさ。ただ、絶対的な自信で俺達がカッコイイものは、絶対売れると言うのがあったからさ」と述べている。
音楽情報サイト『CDジャーナル』ではギタリストが変更になったことやメジャー・デビュー盤であることに触れた上で、「SEも効果的なサウンドはシャキッとしていて、特にうなりを上げるベースがいい」とサウンドに関しては好意的に記しているものの、「初期スターリンに似すぎているのと歌詞に深みがないのが惜しい」と否定的に評価された。音楽誌『ロッキンf』の1994年2月号において大野はメジャー・デビューを切っ掛けとしてTHE MAD CAPSULE MARKET'Sの音楽性に注目するミュージシャンが多く現れたと述べ、一例としてX所属のhideやBUCK-TICK所属の今井寿、幻覚アレルギーなどが挙げられており、これらのミュージシャンが注目したことについて「ザ・マッド・カプセル・マーケッツの音楽的なアイディアとテクニック、そして個性は、ロック・シーンの中では傑出したものだったといえるだろう」と述べている。

## 収録曲
- CD付属の歌詞カードに記載されたクレジットを参照[14]。また、6曲目と最終曲の後のCDのギャップ部分に曲名が不明な音源が収録されている。

| #         | タイトル                      | 作詞                     | 作曲                     | 編曲                     | 時間  |
| --------- | ----------------------------- | ------------------------ | ------------------------ | ------------------------ | ----- |
| 1.        | 「HUMAN PROTEST」             | THE MAD CAPSULE MARKET'S | THE MAD CAPSULE MARKET'S | THE MAD CAPSULE MARKET'S | 1:17  |
| 2.        | 「3秒間の・・」               | KYONO                    | KYONO                    | THE MAD CAPSULE MARKET'S | 1:46  |
| 3.        | 「ギチ」                      |                          | CRA￥                    | THE MAD CAPSULE MARKET'S | 1:52  |
| 4.        | 「MAD中毒」                   | CRA￥                    | CRA￥                    | THE MAD CAPSULE MARKET'S | 1:43  |
| 5.        | 「ハリネズミと××」            | CRA￥                    | CRA￥                    | THE MAD CAPSULE MARKET'S | 2:54  |
| 6.        | 「あやつり人形」              | CRA￥                    | CRA￥                    | THE MAD CAPSULE MARKET'S | 2:55  |
| 7.        | 「LIFE GAME」                 | CRA￥                    | CRA￥                    | THE MAD CAPSULE MARKET'S | 3:57  |
| 8.        | 「カラクリの底」              | KYONO                    | KYONO                    | THE MAD CAPSULE MARKET'S | 2:38  |
| 9.        | 「YOURSELF LOOK!!」           | CRA￥                    | CRA￥                    | THE MAD CAPSULE MARKET'S | 3:30  |
| 10.       | 「people is DESTROY OF MIND」 | CRA￥                    | CRA￥                    | THE MAD CAPSULE MARKET'S | 1:50  |
| 11.       | 「WHITE LOW CHILD」           | KYONO                    | KYONO                    | THE MAD CAPSULE MARKET'S | 2:27  |
| 合計時間: | 合計時間:                     | 合計時間:                | 合計時間:                | 合計時間:                | 26:49 |

## スタッフ・クレジット
- CD付属の歌詞カードに記載されたクレジットを参照[14]。

### THE MAD CAPSULE MARKET'S
- KYONO – ボーカル
- ISHIG∀KI（英語版） – ギター
- CRA￥ – ベース
- MOTOKATSU – ドラムス

### スタッフ
- THE MAD CAPSULE MARKET'S – プロデュース
- フックアップ – スペシャル・サンクス
- フェンダー – スペシャル・サンクス
- LUDWIG・野中貿易– スペシャル・サンクス
- モリダイラ楽器 – スペシャル・サンクス
- サカグチケンファクトリー – デザイン
- 北岡一浩 – 写真提供
- 中村ねこ (Live) – 写真提供

## チャート
| チャート         | 最高順位 | 登場週数 | 売上数  | 出典  |
| ---------------- | -------- | -------- | ------- | ----- |
| 日本（オリコン） | 100位    | 1回      | 0.3万枚 | [ 3 ] |

## リリース日一覧
| No. | リリース日     | レーベル             | 規格   | カタログ番号 | 備考                   | 出典          |
| --- | -------------- | -------------------- | ------ | ------------ | ---------------------- | ------------- |
| 1   | 1991年11月21日 | ビクター／Invitation | CD     | VICL-243     |                        | [ 12 ] [ 15 ] |
| 2   | 2013年7月2日   | ビクター／Invitation | AAC-LC | -            | デジタル・ダウンロード | [ 16 ]        |